# ARD Oper
Die ARD Oper ist ein gemeinsames Abendprogramm der ARD-Kultur- und Klassikwellen, das samstags von 20:03 Uhr bis 23:00 Uhr ausgestrahlt wird.
In dieser Sendung sind die Programme BR-Klassik, hr2-kultur, MDR Klassik, NDR Kultur, Radio 3 vom rbb, SR Kultur, SWR Kultur und WDR 3 beteiligt.
Die erste Sendung wurde am 20. April 2024 mit der Oper Elektra von Richard Strauss gesendet.